# Melanolophia lalanneae
Melanolophia lalanneae är en fjärilsart som beskrevs av Claude Herbulot 1985. Melanolophia lalanneae ingår i släktet Melanolophia och familjen mätare. Inga underarter finns listade i Catalogue of Life.